# کلیسای تجلی در خیابان الینا

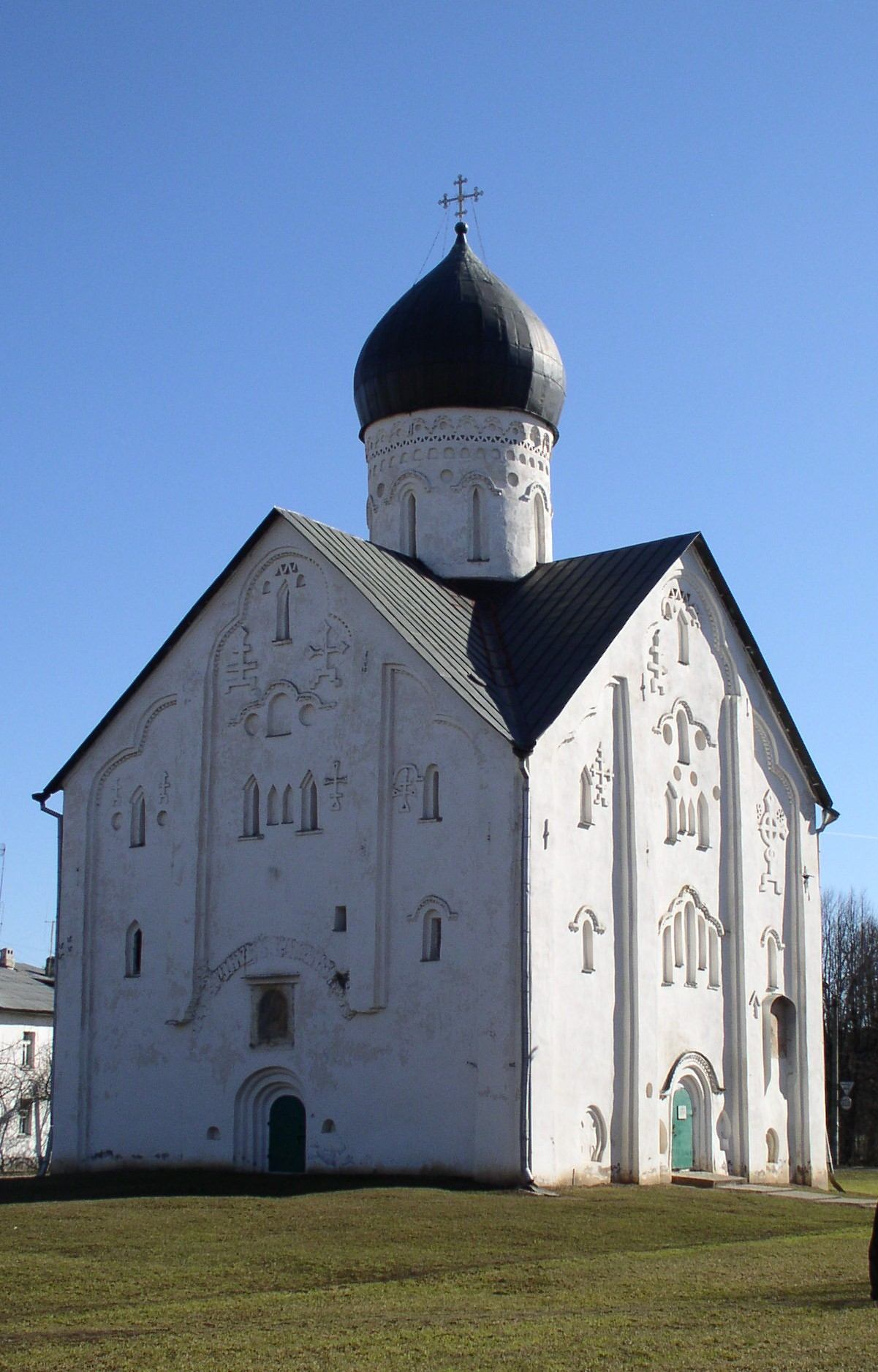
کلیسای تجلی در خیابان ایلین، نووگورود بزرگ

کلیسای تجلی در خیابان الینا (روسی: Церковь Спаса Преображения на Ильине улице) یک کلیسای ارتدکس روسی سابق است که در خیابان ایلینا (ایلیا) در ولیکی نووگورود، درست در شرق بازار قرار دارد. ساختمان فعلی در سال ۱۳۷۴ ساخته شده و در سال ۱۳۷۸ توسط تئوفانس یونانی  نقاشی شده است. بسیاری از این نقاشی‌های دیواری هنوز باقی مانده‌اند، از جمله مسیح پانتوکراتور در گنبد، تعدادی از قدیسان در ورودی جنوبی، و تثلیث عهد عتیق در محوطه غربی، و نقاشی‌های دیگر. ساختمان فعلی اکنون به عنوان موزه و بخشی از موزه دولتی نووگورود شناخته می‌شود.